# Castello Superiore (Arnad)
Das Castello Superiore di Arnad (frz.: Château inférieur d’Arnad), auch einfach Castello di Arnad, ist die Ruine einer der ältesten Burgen im Aostatal. Die Felsenburg stammt aus dem 12. Jahrhundert und liegt auf einem natürlichen Felsvorsprung über der Siedlung Arnad mit ihren festen Häusern zur Kontrolle der alten Via Francigena, die über den Hügel des Machabytals das mittlere Aostatal mit dem Tal von Gressoney verbindet.

## Geschichte

Grundriss der Oberburg Arnad (Carlo Nigra)

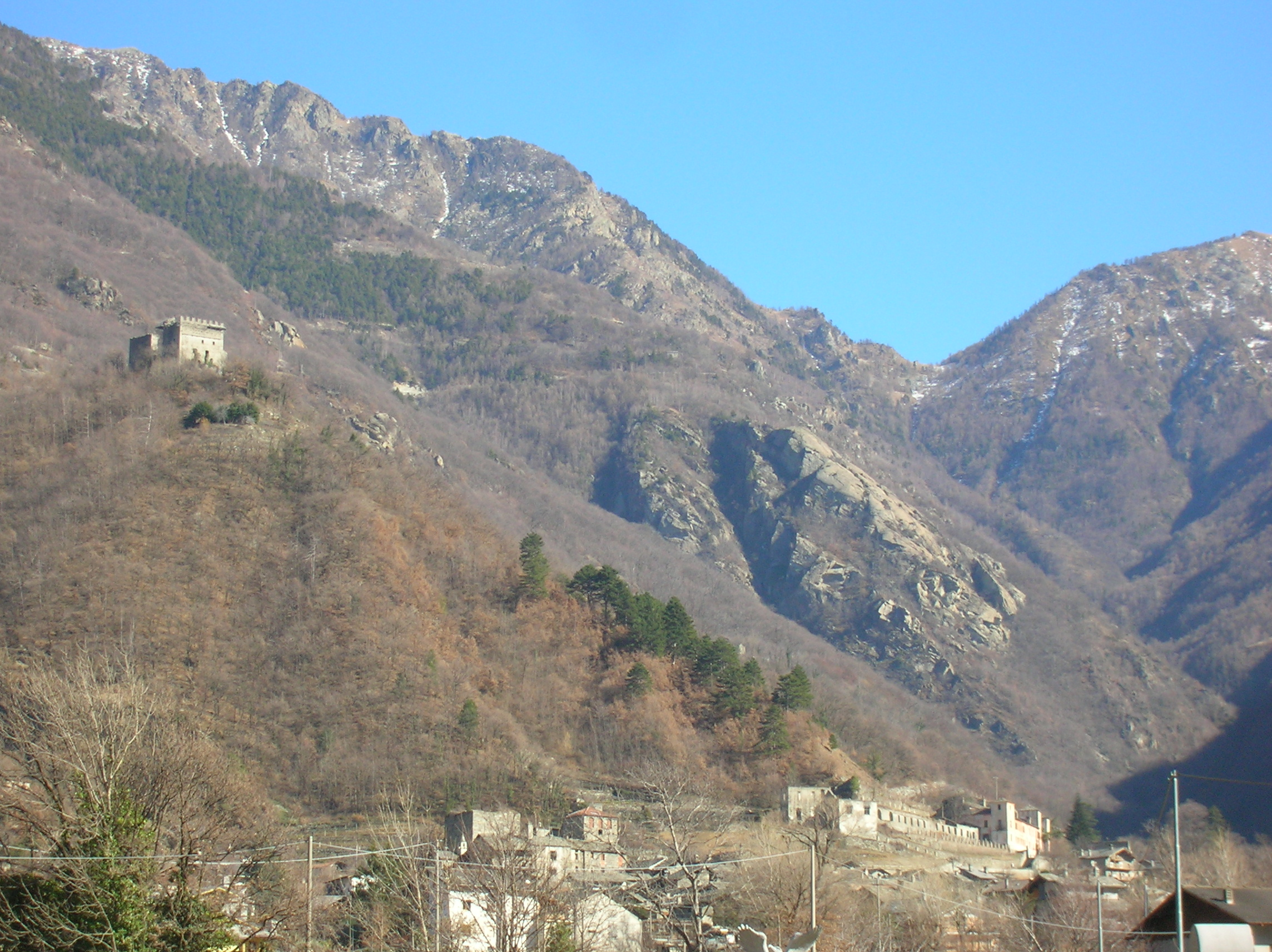
Die Burgen von Arnad: Oben links der Oberburg, unten in der Mitte das feste Haus Costa, unten rechts das untere Schloss Arnad.

Blick auf die Oberburg vom Dorf aus, Zeichnung von Carlo Nigra nach einer Skizze von Alfredo d’Andrade

Das Castello di Arnad wurde erstmals in einer päpstlichen Bulle von 1207 urkundlich erwähnt, in der die Kapelle, die der Heiligen Maria Magdalena und dem Erzengel Michael geweiht war, genannt ist, aber Ursprünge und seine ersten Besitzer sind unsicher.
Eine Theorie geht davon aus, dass Xavier d’Arnad oder im Allgemeinen die Familie De Arnado die Burg im 12. oder 13. Jahrhundert erbauen ließ.
Eine weitere Theorie unterstützt dagegen die Meinung, dass die Burg schon im 12. Jahrhundert den Herren von Bard gehört hat, und dass es Guillaume de Bard war, der sie als Geschenk von Haus Savoyen bekommen hatte. Nach dieser Theorie gelangte die Burg zusammen mit dem Castello di Pont-Saint-Martin nach den schweren Kämpfen mit seinem Bruder Hugues de Bard in seinen Besitz. 1239 wurde aus wirtschaftlichen Gründen die Hälfte der Oberburg Arnad an Ruffin de Arnado verlehnt, und 1293 wurde der gesamte Komplex an die Herren von Vallaise verkauft.
Die Familie der Vallaises wohnte dort das gesamte 14. Jahrhundert über und es in den Chroniken verzeichnet, dass sie 1351 Graf Amadeus IV. von Savoyen zum Mittagessen bewirteten. Aus der Herrschaft Vallaise stammt der Mittelteil, der aus einem Gebäude aus dem 14. Jahrhundert besteht, mit Zinnen versehen, mit großen Kaminen und zeitgenössischen Wappen als Fresken sowie Graffiti an den Wänden und flankiert von einem schlanken Turm, in dem die Latrine untergebracht war, im damaligen Aostatal ein Unikum, vermutlich inspiriert von einem Turm für denselben Zweck, der einige Jahre vorher am Papstpalast von Avignon angebaut wurde. Wegen der mangelnden Eignung der Gebäude für andere als Kriegszwecke wurde die Anlage ab dem 15. Jahrhundert aufgegeben und ab dem 17. Jahrhundert zog die Familie in das feste Haus Costa um, ebenfalls in Arnad, aber in geringerer Höhe. Dies war das Ende der Glanzzeit der oberen Felsenburg, die all ihre romanischen Charakteristiken ohne spätere Vermischung bewahrt hat, sodass sie zusammen in der zeitgenössischen Burg Ussel in Châtillon als seltenes historisches und architektonisches Beispiel gelten kann.
Heute ist die Burgruine nicht öffentlich zugänglich und in privater Hand, anders als das untere Schloss, auch „Schloss Vallaise“ genannt, das die autonome Region Aostatal 2010 kaufte.

## Im Film
Die Oberburg Arnad war 2008 ein Drehort der Kriminalkomödie Le crime est notre affaire des französischen Regisseurs Pascal Thomas. Gedreht wurden dabei Szenen im Nebengebäude des Schlosses der Charpentiers, in dem sich das „Museum“ des Familienoberhaupts befindet.

## Galerie

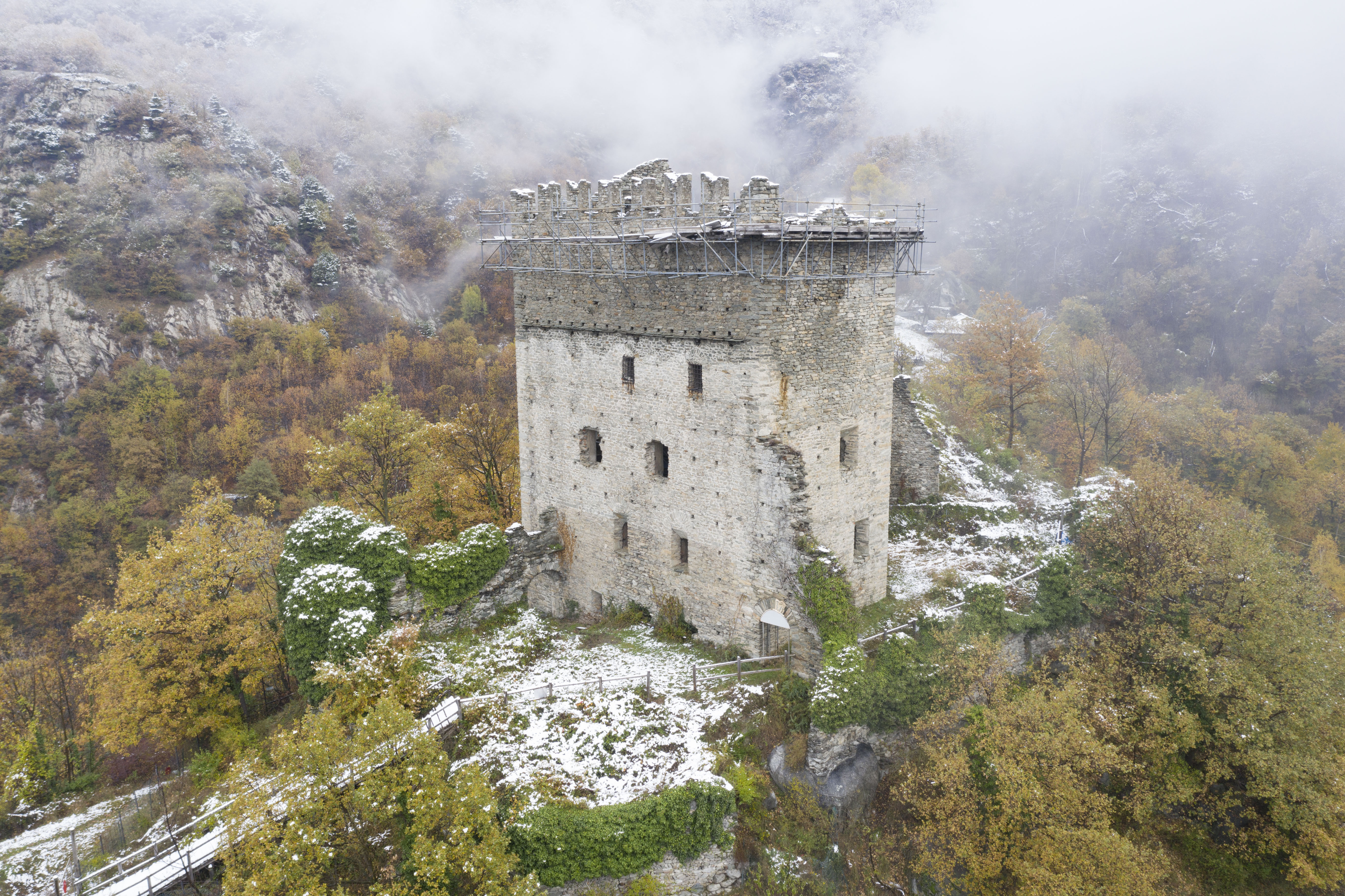
Hauptfassade der Oberburg
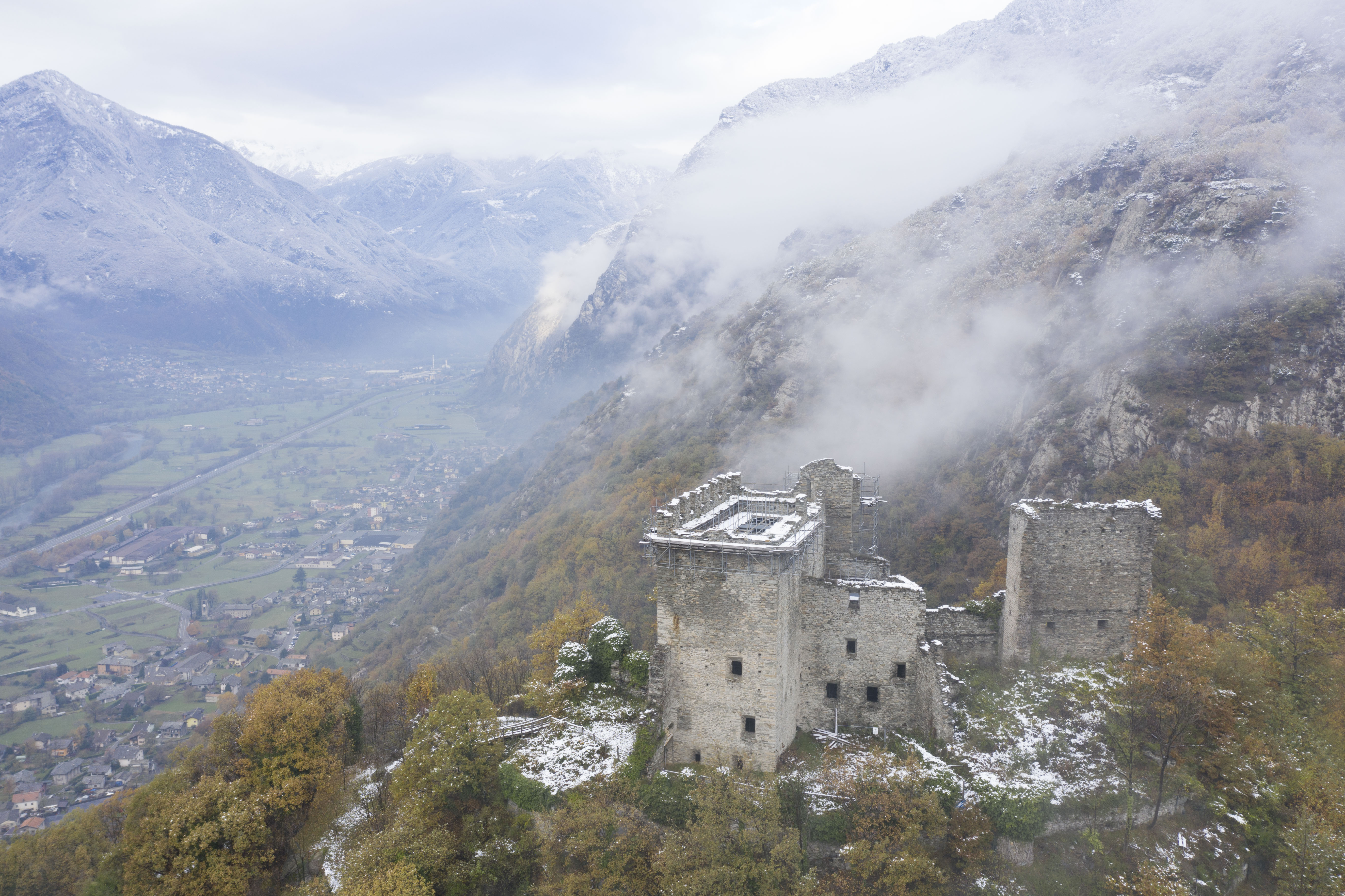
Die Oberburg Arnad von Osten mit dem mittleren Aostatal im Hintergrund
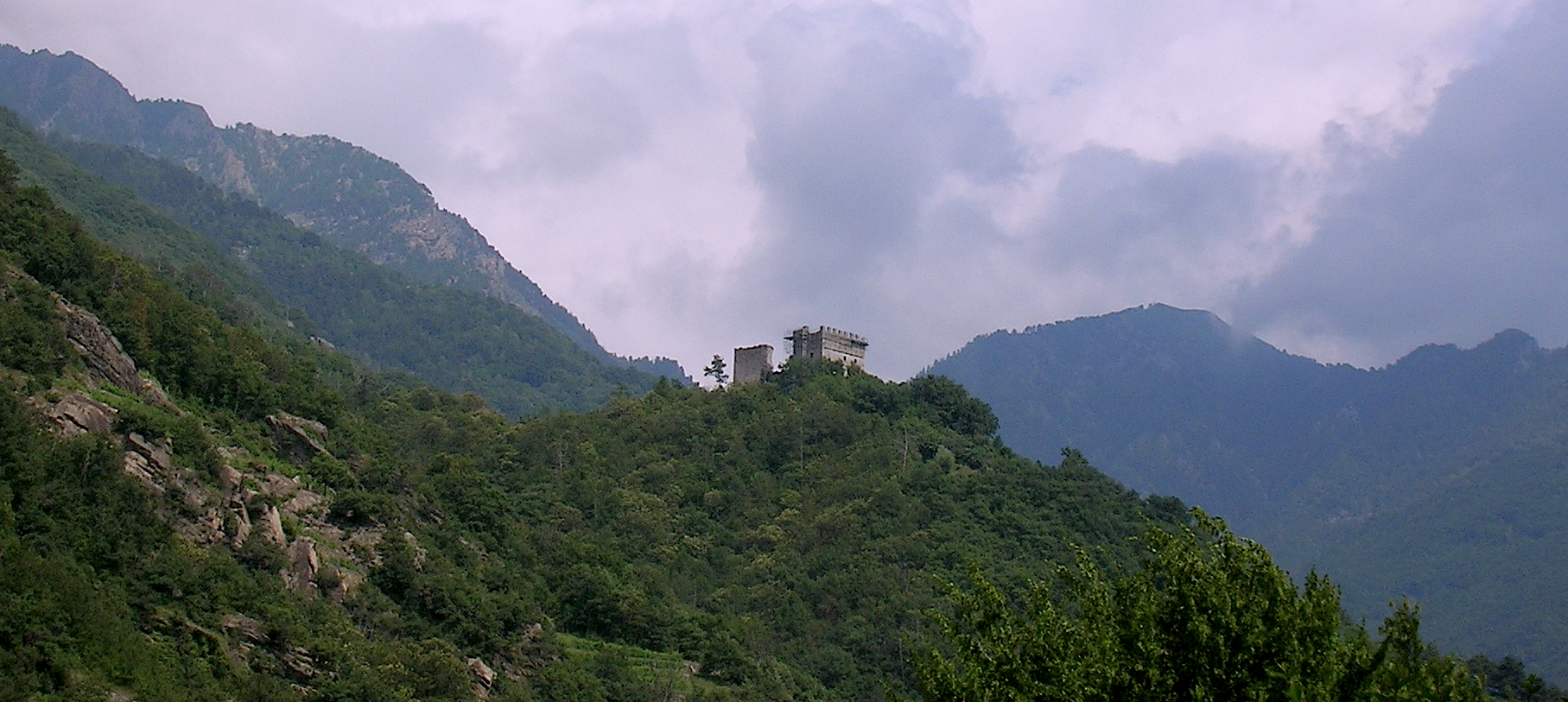
Die Oberburg Arnad von der Martinskirche aus